# Pommerns vojvodskap
Pommerns vojvodskap (polska województwo pomorskie, kasjubiska Pòmòrsczé wòjewództwò) är ett vojvodskap i norra Polen, bildat 1999. Huvudstad är Gdańsk, som tillsammans med städerna Sopot och Gdynia och omgivande förorter bildar storstadsområdet Trójmiasto, "Trippelstaden", vid Östersjökusten, med omkring en miljon invånare.

## Historia
Vojvodskapet bildades vid en större administrativ reform 1999 ur det dåvarande Gdańsks vojvodskap samt delar av Słupsks vojvodskap, Elblągs vojvodskap och Bydgoszcz vojvodskap. Området omfattar huvudsakligen de östligaste delarna av det historiska landskapet Pommern med Pommerellen, samt de västra delarna av kungliga Preussen.
Regionens utsträckning motsvarar ungefär den preussiska provinsen Västpreussen samt en mindre del av provinsen Pommern, som avträddes av Tyskland efter de tyska nederlagen i första respektive andra världskriget. Efter krigsslutet 1945 fördrevs den kvarvarande tyska befolkningen och ersattes av huvudsakligen polsktalande inflyttade, från andra delar av Polen samt tvångsförflyttade från Sovjetunionen.

## Språk
Polska är idag officiellt språk och majoritetsspråk i hela området. Framförallt i vojvodskapets centrala delar väster om Gdańsk talas även kasjubiska, ett västslaviskt språk, som regionalt minoritetsspråk. Det uppskattas att omkring 150 000 personer förstår kasjubiska och att omkring 50 000 personer talar språket till vardags. I kommunerna Parchowo (kasjubiska: Parchòwò) och Sierakowice (Serakòjce) är kasjubiska regionalt officiellt myndighetsspråk tillsammans med polskan. Kasjubiska har idag status som hotat minoritetsspråk. Andra språkliga minoriteter i området är tysktalande och ukrainsktalande, som endast uppgår till några tusental personer vardera.

## Administrativ indelning

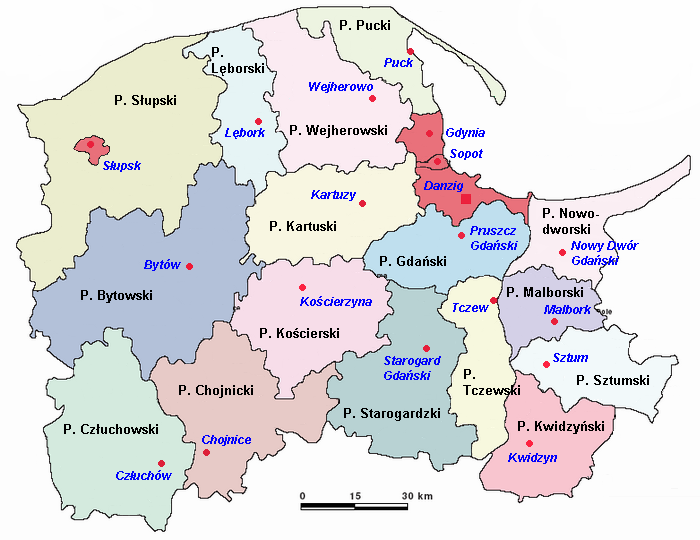
Administrativ indelning i powiater

### Städer med powiatstatus
Följande städer utgör administrativt egna powiater. Befolkning och yta anges för juni 2008.
- Gdańsk, 455 717 invånare, 262 km²
- Gdynia, 249 787 invånare, 135 km²
- Słupsk, 97 275 invånare, 43 km²
- Sopot, 38 945 invånare, 17 km²

### Powiater
Utöver de fyra städerna med powiatstatus indelas vojvodskapet i 16 st powiater (powiaty). Invånarantal och yta anges för juni 2008.
| Powiat              | Huvudort           | Invånarantal (2008) | Yta i km² (2008) |
| ------------------- | ------------------ | ------------------- | ---------------- |
| Powiat bytowski     | Bytów              | 75 631              | 2192             |
| Powiat chojnicki    | Chojnice           | 92 476              | 1364             |
| Powiat człuchowski  | Człuchów           | 56 826              | 1575             |
| Powiat gdański      | Pruszcz Gdański    | 90 064              | 794              |
| Powiat kartuski     | Kartuzy            | 112 998             | 1121             |
| Powiat kościerski   | Kościerzyna        | 67 708              | 1166             |
| Powiat kwidzyński   | Kwidzyn            | 81 290              | 835              |
| Powiat lęborski     | Lębork             | 63 751              | 706              |
| Powiat malborski    | Malbork            | 62 659              | 494              |
| Powiat nowodworski  | Nowy Dwór Gdański  | 35 564              | 672              |
| Powiat pucki        | Puck               | 76 048              | 577              |
| Powiat słupski      | (adm. från Słupsk) | 92 918              | 2304             |
| Powiat starogardzki | Starogard Gdański  | 123 057             | 1345             |
| Powiat sztumski     | Sztum              | 41 776              | 731              |
| Powiat tczewski     | Tczew              | 113 241             | 697              |
| Powiat wejherowski  | Wejherowo          | 187 369             | 1280             |